# 漢堡議會
漢堡市議會（德語：Hamburgische Bürgerschaft）是德國漢堡根據《漢堡漢薩自由市憲法》設立的一院制立法機關。市議會位於漢堡市政廳。市議會由至少120名議員組成，可因確保政黨席次比例與政黨票得票比率相似而允許超額席次。漢堡市議會主要負責立法、選舉漢堡第一市長等事務。自2015年起，市議員由每五年舉辦的選舉產生。